# Зброшкове
Збро́шкове —  село в Україні, у Доманівській селищній громаді Вознесенського району Миколаївської області. Населення становить 265 осіб. Орган місцевого самоврядування — Доманівська селищна рада.